# 福地仁
福地仁(Hitoshi Fukuchi)是日本的一名机械设计师。 1966年出生于东京,是一名左撇子。主要作品有《超音战士》、《天空战记》、《虫孽》、《超重神Gravion》、《枪心剑刃》、《樱兰高校男公关部》、《天保异闻妖奇士》、《蓝色计划 地球SOS》、《机动战士高达00》、《剧场版 机动战士GUNDAM00 -A wakening of the Trailblazer-》、《宇宙战舰大和号》等等。